# نريليموماب
نريليموماب هو جسم مضاد وحيد النسيلة فأري مثبط لعامل نخر الورم.